# Décennie 1650 en arts plastiques
Chronologie des arts plastiques
Années 1640 - Années 1650 - Années 1660
Cet article concerne les années 1650 en arts plastiques.

## Événements
- 1651 : Pierre Gole (Pieter Goolen), disciple d'Adriaan Garbrand, reçoit de Louis XIV le brevet de Menuisier en ébène du Roy[1].
- Vers 1651: Rembrandt change de style, adopte des couleurs plus vives, peint de grandes compositions avec plus de force[2].
- 28 décembre 1654  : brevet du roi de France en faveur de l’Académie royale de peinture et de sculpture ; en janvier 1655, elle reçoit des lettres patentes du roi qui sont enregistrées le 23 juin 1653[3].
- 1656 : Goto Saijiro commence la production des porcelaines Kutani, près de Kanazawa (Japon)[4].

## Réalisations
- 1647-1652 : L'Extase de sainte Thérèse de Sainte-Marie-de-la-Victoire, sculpture du Bernin[5].
- 1650 : 
  - Jan Bendl sculpte la colonne mariale érigée à Prague sur la place de la Vieille-ville, détruite en 1918[6].
  - Le Reniement de Saint Pierre, toile de La Tour[7].
  - Portrait d'Innocent X, toile de Vélasquez[8].
- Vers 1650 : Saint Martin partageant son manteau, toile de Karel Škréta[9].

- 12 juin 1651 : la Fontaine des Quatre-Fleuves, de Gian Lorenzo Bernini, est inaugurée à Rome[10].
- 1651 : 
  - La lapidation de saint Étienne, tableau pour le « may » de Notre-Dame de Paris, de Charles Le Brun[11].
  - La Communion des apôtres, toile de Ribera pour la chartreuse Saint-Martin de Naples[12].
  - Un chien dévorant du gibier, toile de Jan Fyt[13].
  - Vanité aux portraits, toile de David Bailly[14].
  - La Campagne du peseur d'or, gravure de Rembrandt[15].
- 1652 : Présentation au Temple, toile de Le Sueur[16].

- 1653 : 

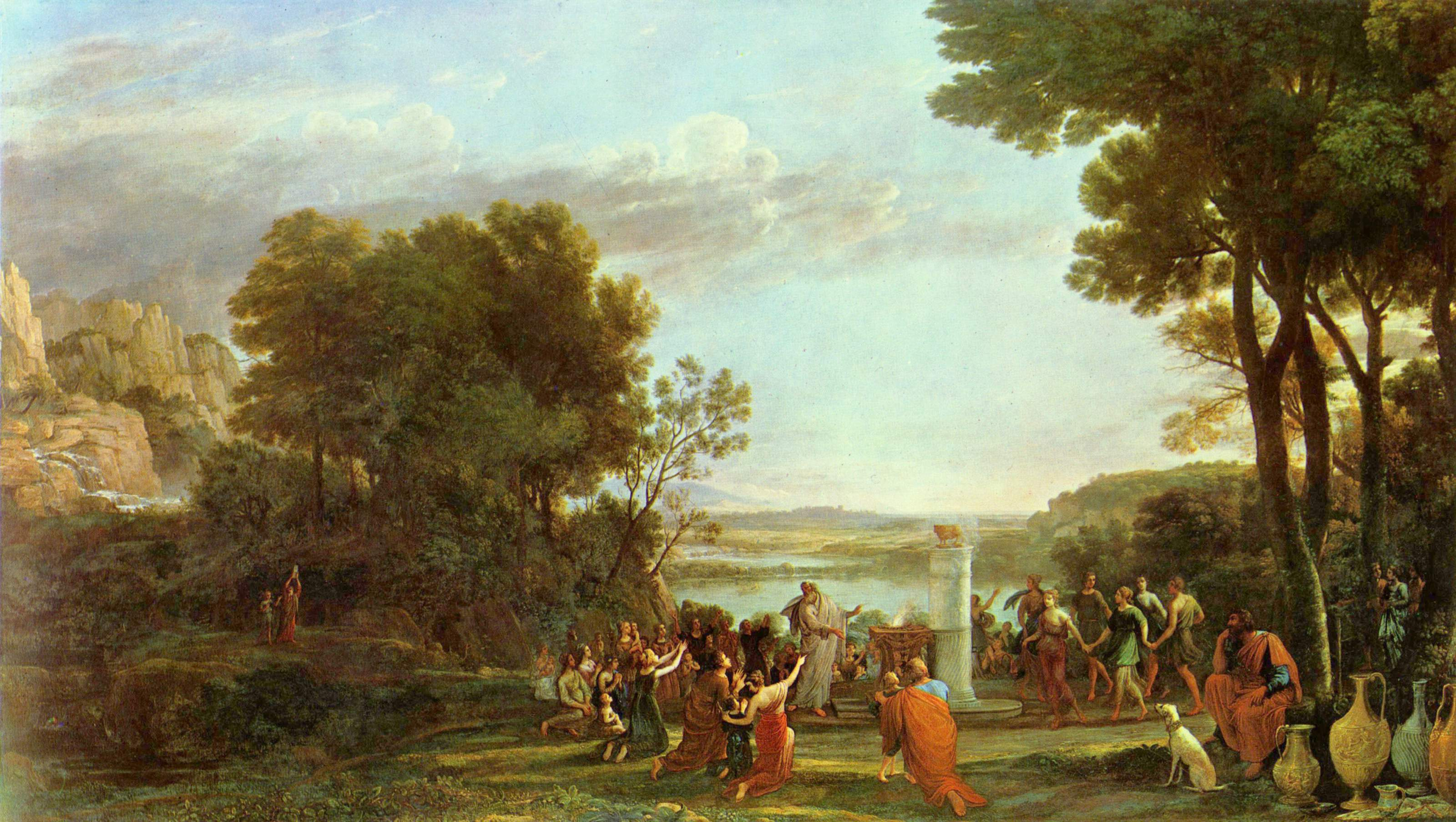
Paysage avec l'adoration du veau d'or, de Claude Lorrain

  - Paysage avec l'adoration du veau d'or, toile de Claude Lorrain[17].
  - Paysage aux baigneuses, toile de La Hyre[18].
  - Charles Le Brun peint le plafond de l’hôtel de la Rivière[19].
- 1653-1655 : Adoration des bergers, toile de Le Sueur[20].

- 1654 : 

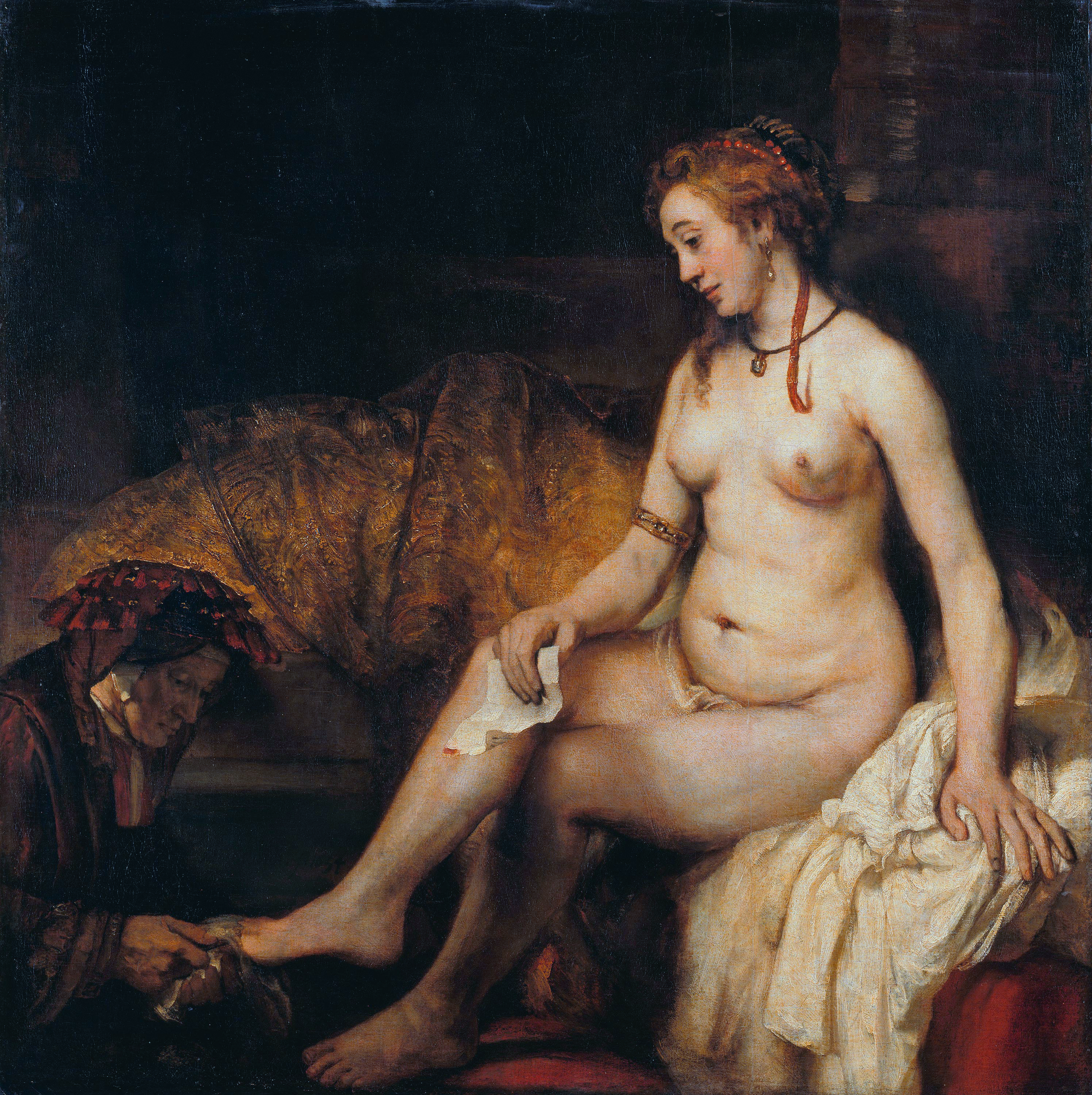
Bethsabée au bain, de Rembrandt.

  - Bethsabée au bain et Femme se baignant dans une rivière (Hendrickje Stoffels), toiles de Rembrandt[15].
  - Scène côtière avec l'embarquement de saint Paul et Apollon et Admète, toiles de Claude Lorrain[17].

- 1655 : Portait de Colbert par Philippe de Champaigne[21].
- Avril 1655-1658 : le sculpteur Michel Anguier, le peintre Romanelli et le stucateur Pietro Sasso décorent l’appartement de la reine mère au Louvre[22].
- 1656 : L'Entremetteuse, toile de Johannes Vermeer[23].
- 1656-1657 :
  - Les Ménines, toile de Vélasquez[8].
  - Philippe de Champaigne travaille sur les Peintures de la Vie de saint Benoit pour l'appartement d'Anne d'Autriche au Val-de-Grâce[24].
  - Une jeune fille assoupie, toile de Johannes Vermeer[23].
- 1657-1658 : La Fuite en Égypte, toile de Nicolas Poussin[25].
- Vers 1657 : le peintre espagnol Diego Vélasquez peint Les Fileuses[26].
- 1658 : Philémon et Baucis[27] et Autoportrait avec béret et col droit, toiles de Rembrandt[15].
- Vers 1658-1659 : La Leçon de musique interrompue, toile de Vermeer[28].
- 1658-1661 : Charles Le Brun travaille à la décoration du château de Vaux-le-Vicomte[29].

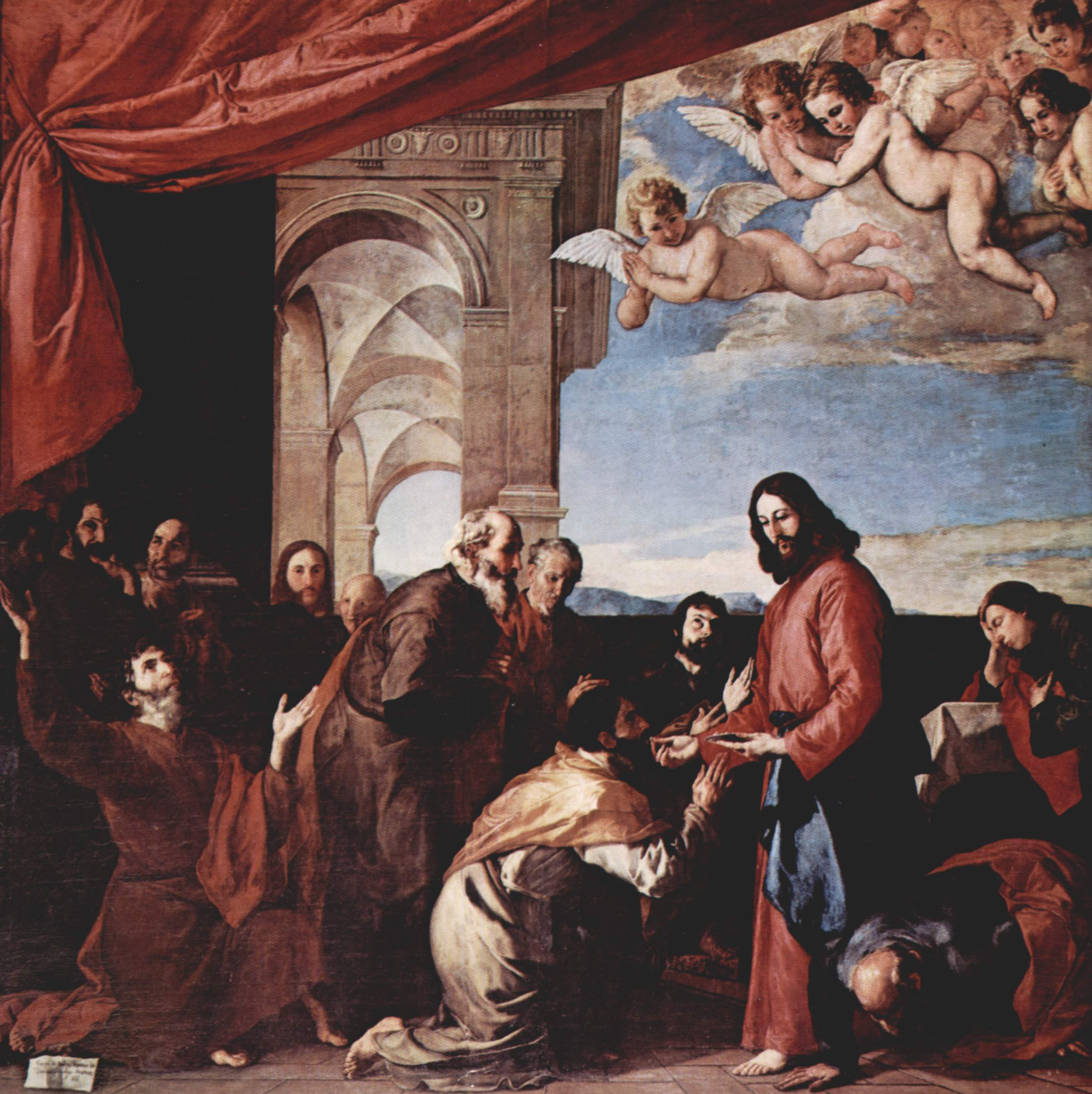
La Communion des Apôtres, José de Ribera
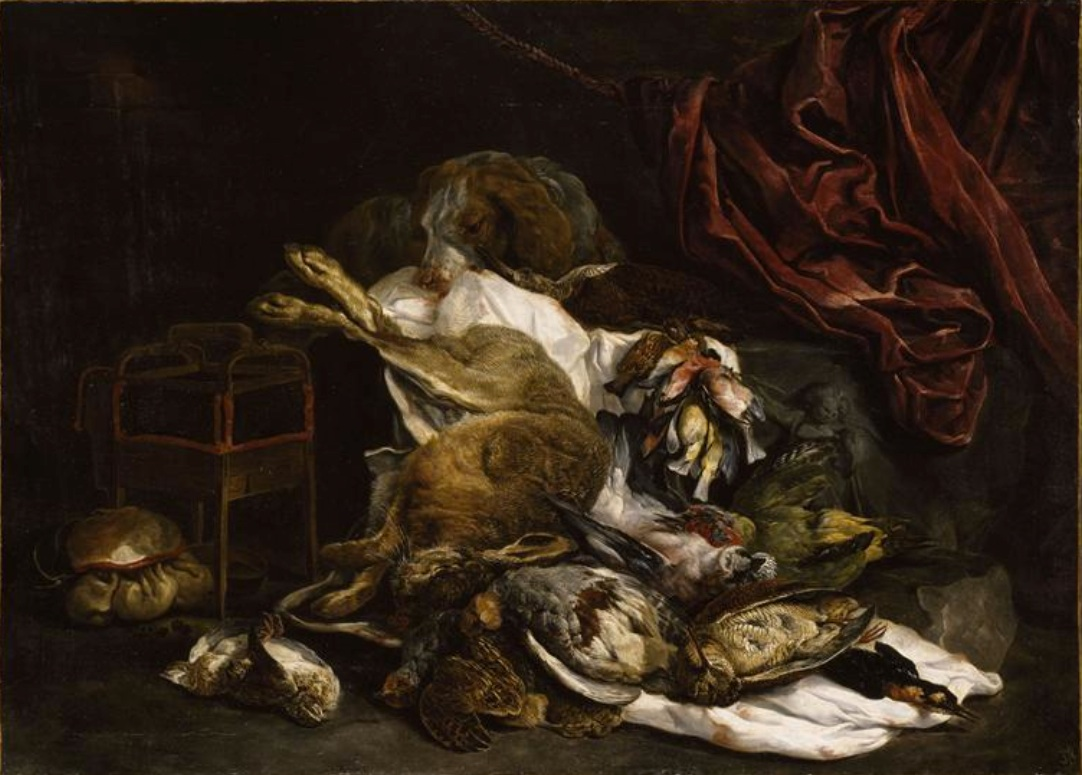
Chien auprès d'un étalage de gibier mort et d'un bas-relief sculpté, Jan Fyt
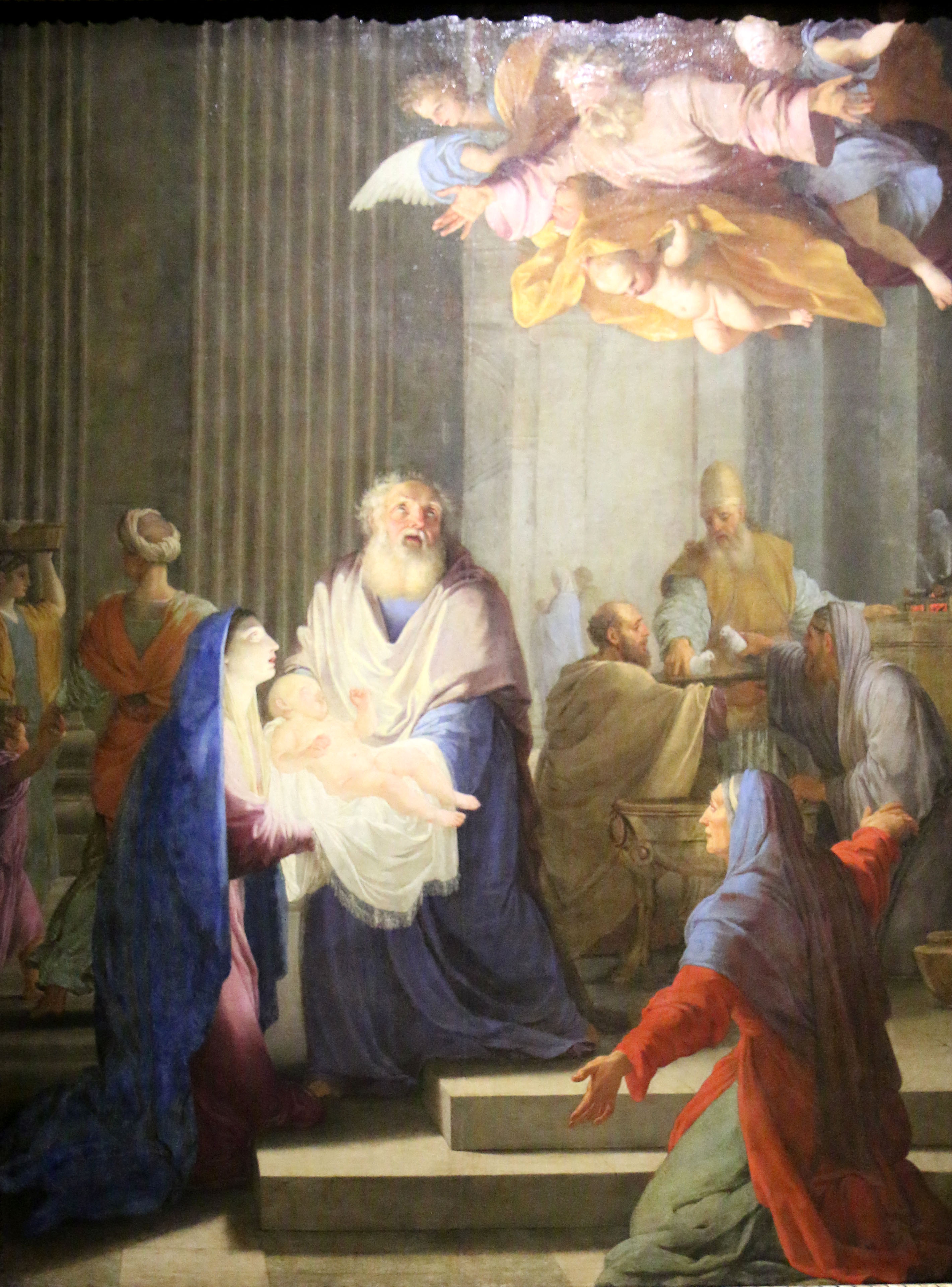
Présentation au Temple, Le Sueur
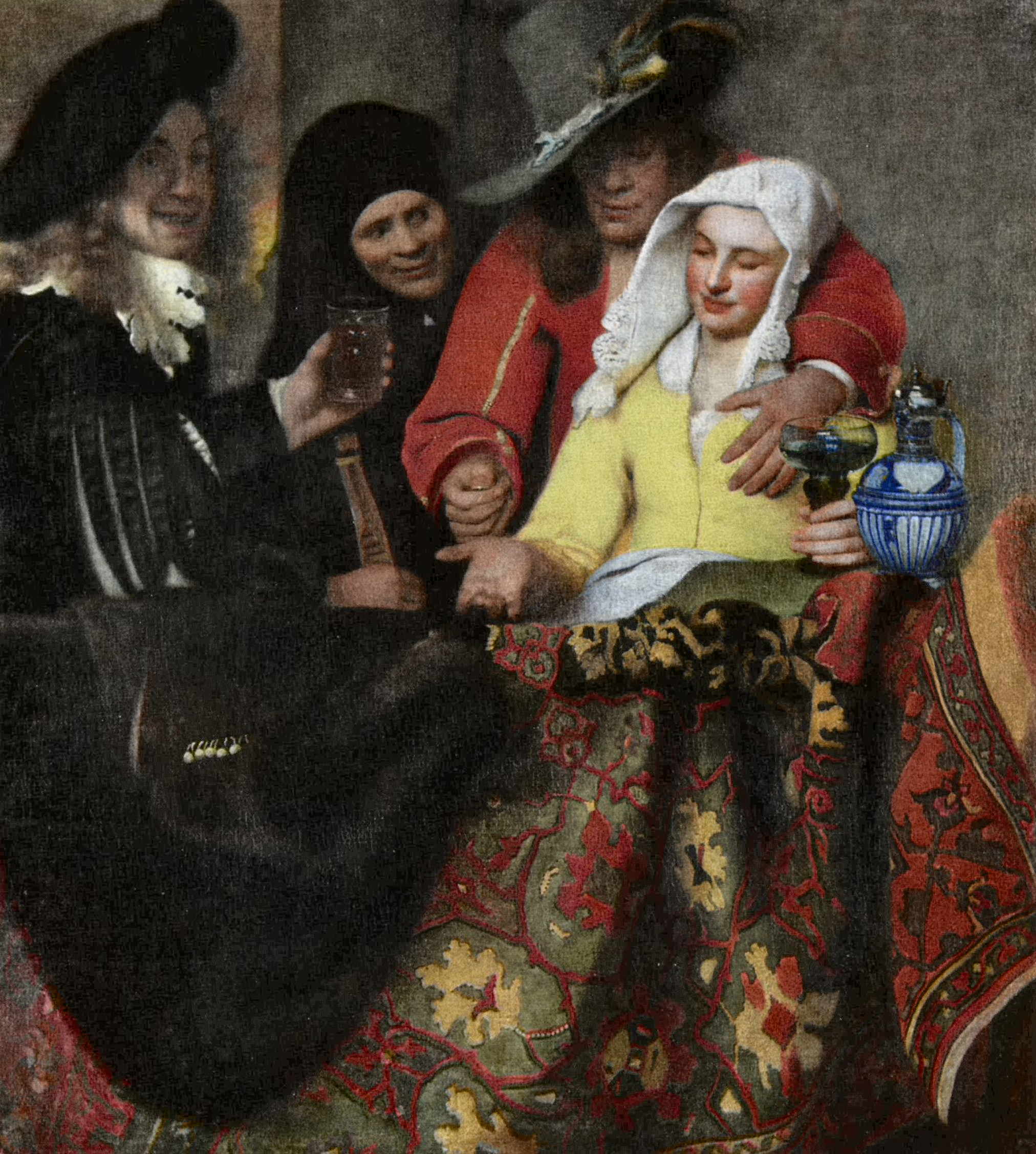
L'Entremetteuse, de Johannes Vermeer
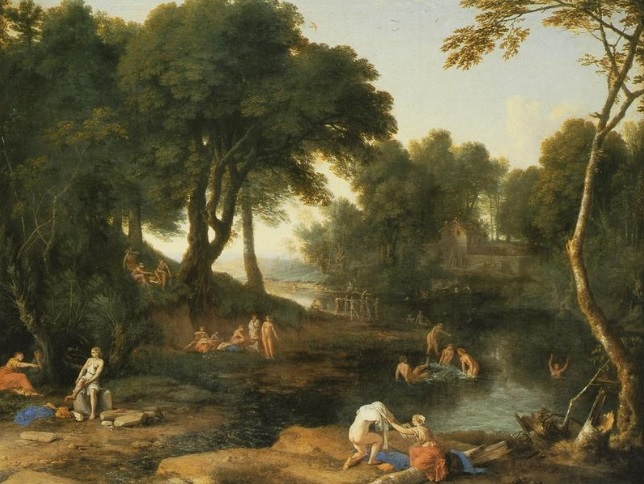
Paysage aux baigneuses, toile de La Hyre
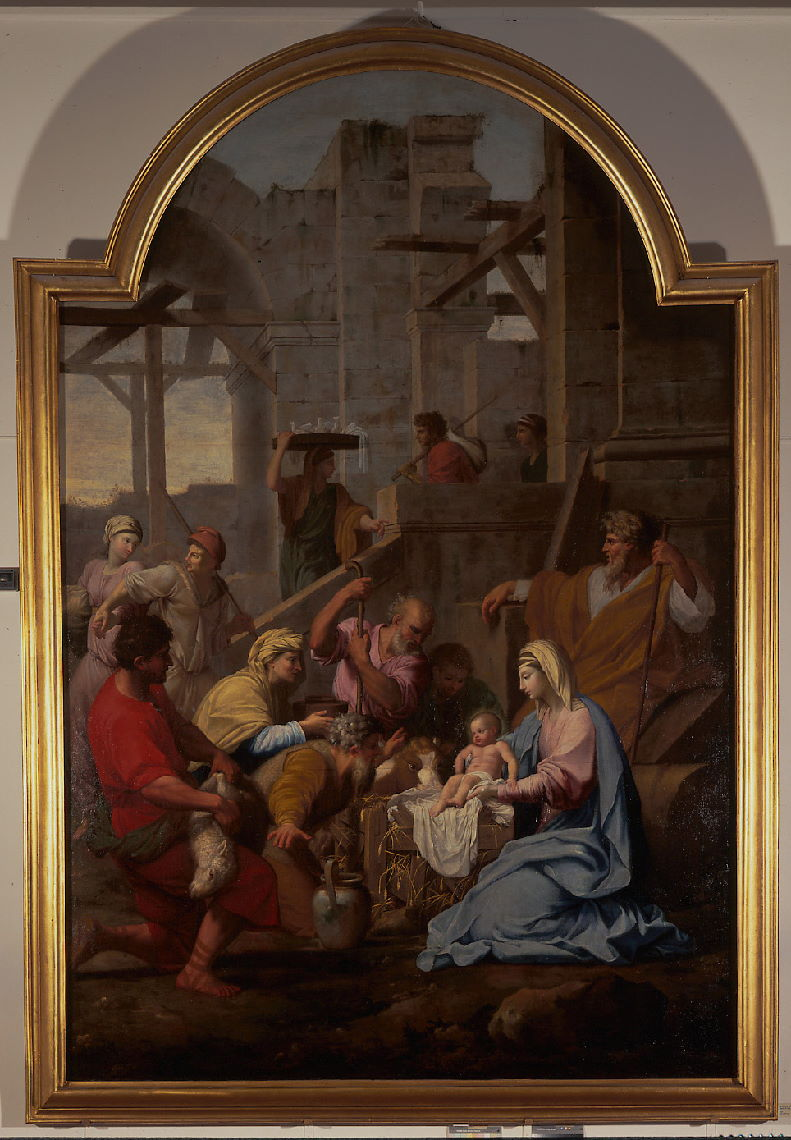
Adoration des bergers, Le Sueur
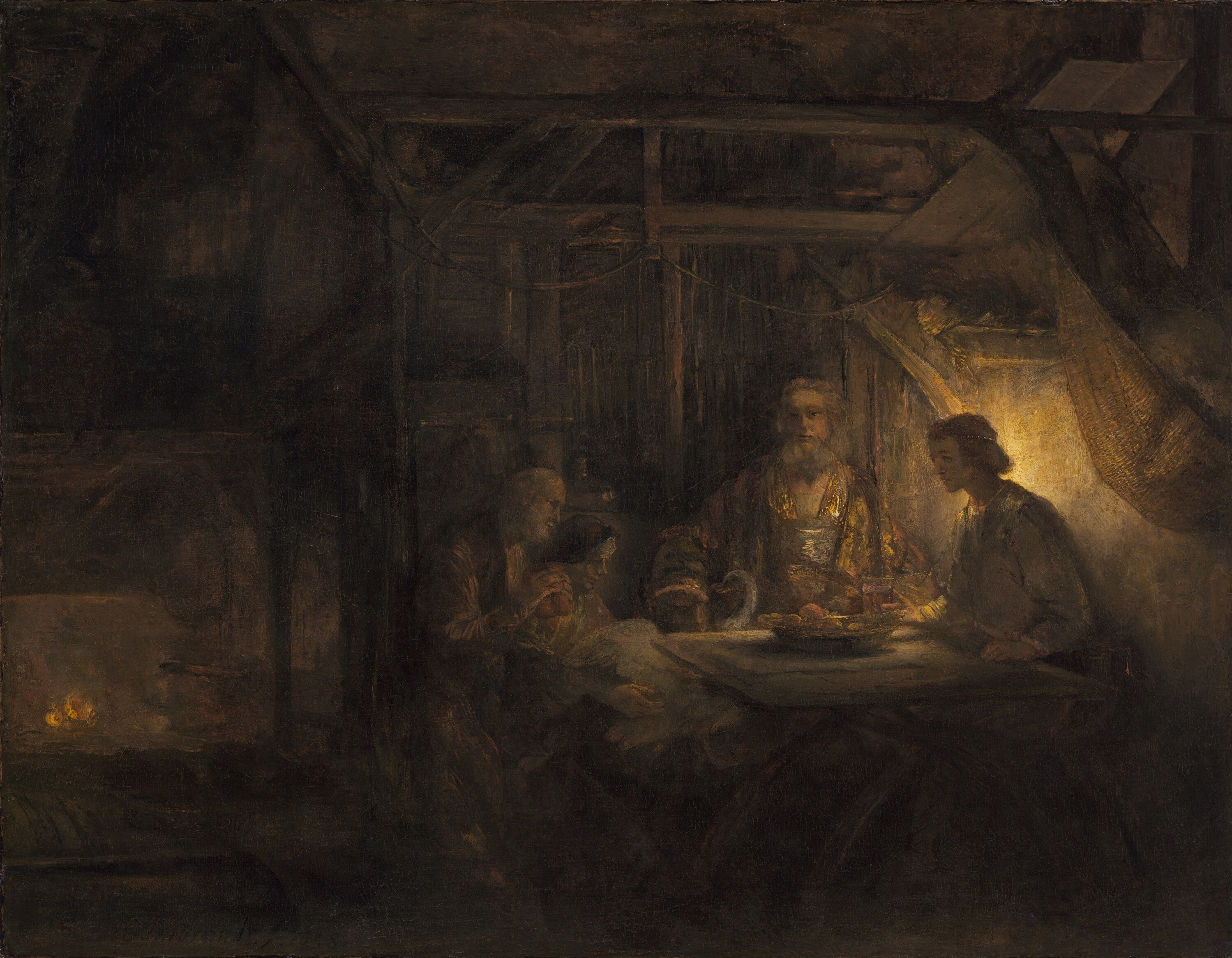
Philémon et Baucis, Rembrandt.